# James Rodríguez

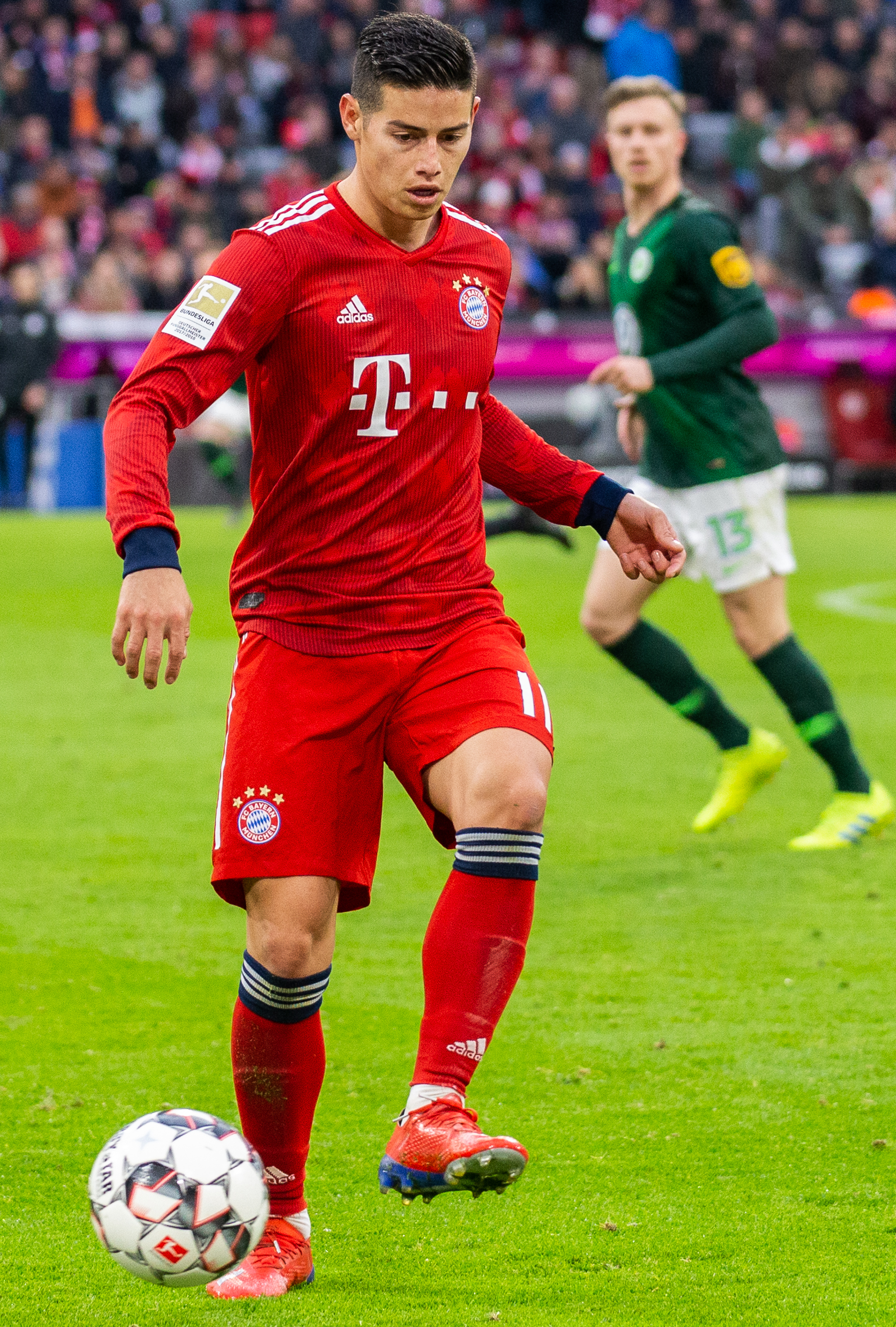
James Rodríguez im Trikot des FC Bayern München (2019)

James David Rodríguez Rubio (* 12. Juli 1991 in Cúcuta), kurz James Rodríguez [ˈxames roˈðɾiɣes] oder James [ˈxames], ist ein kolumbianischer Fußballspieler, der seit Januar 2025 beim mexikanischen Erstligisten Club León unter Vertrag steht.

## Karriere

### Kindheit, Jugend und Ziele
James wurde 1991 nahe der venezolanischen Grenze in Cúcuta im kolumbianischen Departamento Norte de Santander geboren. Als er noch ein Baby war, zogen seine Eltern nach Ibagué, ins zentralkolumbianische Departamento Tolima, wo er aufwuchs und die Schule besuchte. Als er fünf Jahre alt war, verließ sein Vater Wilson Rodríguez die Familie.
James begann in der Schulmannschaft des vom Erzbistum Ibagué geleiteten Colegio Tolimense mit dem Fußballspielen, gefördert von seiner Mutter und seinem Stiefvater Juan Carlos Restrepo. Später, in der Jugend von Academia Tolimense de Fútbol, durchlief er ab dem zehnten Lebensjahr alle Jugendmannschaften des Vereins seiner Heimat, immer mit der Rückennummer 10.
Neben seinem fußballerischen Engagement studierte James per Fernstudium Computertechnik an der UNAD (Universidad Nacional Abierta y a Distancia) von Kolumbien.
James betont immer wieder in Gesprächen, dass Tolima seine Heimat sei, wo er seine Wurzeln habe und bei Besuchen nach Ibagué gehe, wo seine Mutter und Großeltern leben, sowie auch seine Freunde vom Fußballclub Deportes Tolima. Aus Verbundenheit zu seiner Heimat gründete James im Dezember 2011 mit seiner Familie die Stiftung Colombia Somos Todos („Wir alle sind Kolumbien“), ein sportlich-soziales Projekt, das über den Fußball hinaus, den durch Frustrationen gefährdeten Kindern und Jugendlichen helfen soll, ihre Talente besser einzusetzen.

### Vereine

#### Anfänge in Südamerika
Verantwortliche des kolumbianischen Zweitligisten Envigado FC erkannten anlässlich eines Jugendfußballturniers in Tolima, genannt Ponyfútbol, James’ Talent. Mit knapp 15 Jahren zog er 2006 ins 350 Kilometer entfernte Medellín, um dort eine Profikarriere vorzubereiten. Mit seiner neuen Mannschaft stieg er im ersten Jahr in die zweite Liga ab, im darauffolgenden Jahr wieder in die Categoría Primera A auf.
2008 wechselte er nach Argentinien zu CA Banfield. Der Verein wurde in Apertura und Clausura Zwölfter. In der Saison 2009/10 wurde der Bonaerenser Vorortklub Meister der Apertura und Fünfter der Clausura. Banfield war damit für die Copa Libertadores qualifiziert, bei der James in acht Spielen fünf Tore erzielte. Banfield schied im Achtelfinale gegen den späteren Wettbewerbssieger SC Internacional aus Brasilien aus.

#### Erste Stationen in Europa
Im Sommer 2010 schloss sich der Kolumbianer dem portugiesischen Pokalsieger FC Porto an. Mit diesem gewann er zwischen 2010 und 2013 dreimal die Meisterschaft, 2011 den portugiesischen Pokal und die Europa League. In 65 Ligaspielen erzielte James 25 Tore und bereitete weitere 27 vor.
Zur Saison 2013/14 wechselte James gemeinsam mit João Moutinho zum französischen Erstligisten AS Monaco. Er unterschrieb einen Vertrag bis zum 30. Juni 2018. Am 30. November 2013 erzielte er sein erstes Tor für die Monegassen. Während seiner Saison beim AS Monaco kam er in 34 Ligaspielen zum Einsatz und traf dabei neunmal ins Tor.

#### Wechsel zu Real Madrid
Nachdem er im Sommer 2014 bei der WM in Brasilien mit sechs Treffern Torschützenkönig geworden war, wechselte James zum Champions-League-Sieger Real Madrid und unterschrieb einen Vertrag bis 2020. Mit einer Ablösesumme von rund 80 Mio. Euro wurde er zu einem der teuersten Spieler weltweit. Er bekam die Rückennummer 10, die zuletzt Mesut Özil getragen hatte. Nach 29 Einsätzen in seiner ersten Saison bei den Madrilenen und 26 in der Saison 2015/16 war er in seiner dritten Saison Ersatzspieler. In der Saison 2016/17 kam er auf 22 Ligaeinsätze, davon nur fünf über die volle Spielzeit und dies überwiegend gegen Mannschaften aus den unteren Tabellenbereichen. In der Champions League wurde er meist nur in der Vorrunde eingesetzt, beim Finale gegen Juventus Turin stand er nicht im Kader.

#### Leihe zum FC Bayern München
Zur Saison 2017/18 wechselte James für 2 Jahre auf Leihbasis in die Bundesliga zum FC Bayern München. Anschließend bestand eine Kaufoption in Höhe von 42 Millionen Euro. In seiner ersten Saison kam James unter den Cheftrainern Carlo Ancelotti, unter dem er bereits bei Real Madrid erfolgreich gespielt hatte, und Jupp Heynckes auf 23 Ligaeinsätze (19 in der Startelf), in denen er 7 Tore erzielte. Zudem kam er 12 Mal in der Champions League zum Einsatz (ein Tor), in der der FC Bayern im Halbfinale an Real Madrid scheiterte. Am Saisonende wurde James mit dem FC Bayern deutscher Meister. In der Saison 2018/19 kam er unter dem neuen Cheftrainer Niko Kovač seltener zum Einsatz. James absolvierte 20 Bundesligaspiele (13 in der Startelf) und erzielte 7 Tore. In der Champions League, in der der FC Bayern im Achtelfinale gegen den späteren Sieger FC Liverpool ausschied, kam James zu 5 Einsätzen (ein Tor). Am Saisonende gewann James seine zweite deutsche Meisterschaft und wurde Pokalsieger. Beim Finalsieg gegen RB Leipzig stand er nicht im Kader. Nach dem Saisonende bat James den Verein, die Kaufoption nicht zu ziehen. Der FC Bayern entsprach diesem Wunsch und James verließ den Verein mit seinem Vertragsende.

#### Rückkehr zu Real Madrid
Während James’ Teilnahme an der Copa América 2019 und seines anschließenden Urlaubs war ein Wechsel zur von Carlo Ancelotti trainierten SSC Neapel oder zu Atlético Madrid im Gespräch, der jedoch nicht zustande kam. Ende Juli stieg James in die Saisonvorbereitung von Real Madrid ein. Nach dem Kreuzbandriss von Marco Asensio wenige Tage zuvor bekam er mitgeteilt, dass er den Verein nicht verlassen dürfe. Aufgrund einer Bänderverletzung verpasste der Kolumbianer ab Oktober 2019 mehrere Partien und konnte erst wieder im Januar 2020 für Real in der Copa del Rey aktiv werden. James konnte sich unter Zinédine Zidane erneut nicht durchsetzen und kam 8-mal in der Liga zum Einsatz, wobei er ein Tor erzielte. In der Champions League, in der Real im Achtelfinale gegen Manchester City ausschied, kam er lediglich 2-mal in der Gruppenphase zum Einsatz. Am Saisonende wurde James zum zweiten Mal nach 2017 spanischer Meister.

#### Über England nach Katar
Zur Saison 2020/21 wechselte James in die Premier League zum FC Everton. Er unterschrieb beim Klub aus Liverpool einen Vertrag bis zum 30. Juni 2022 mit einer Option auf ein weiteres Jahr und traf zum dritten Mal auf Carlo Ancelotti. Unter diesem kam er auf 23 Ligaeinsätze, stand 21-mal in der Startelf und erzielte 6 Tore und 9 Vorlagen.
Vor der Saison 2021/22 kehrte Ancelotti zu Real Madrid zurück und Rafael Benítez wurde neuer Cheftrainer Evertons. Unter Benítez spielte James an den ersten fünf Spieltagen keine Rolle mehr. Er wechselte daraufhin Ende September 2021 zum katarischen Erstligisten al-Rayyan SC.

#### Rückkehr nach Europa
Am 15. September 2022 gab Olympiakos Piräus die Verpflichtung von James bekannt, wenige Stunden zuvor hatte er seinen Vertrag mit al-Rayyan SC aufgelöst (Laufzeit ursprünglich bis 2024).
Am 13. April 2023 lösten James und Piräus rund zehn Wochen vor Vertragsende den Kontrakt im beiderseitigen Einvernehmen auf.

#### Rückkehr nach Südamerika
Im Juli 2023 wechselte er nach Brasilien zum FC São Paulo und unterschrieb dort einen Vertrag bis 2025.

#### Erneute Rückkehr nach Europa
Im August 2024 unterschrieb er einen 2-Jahres-Vertrag bei dem spanischen Erstligisten Rayo Vallecano.

#### Welchsel nach Mexiko
Nach nur viereinhalb Monaten hatte James den spanischen Erstligisten Rayo Vallecano schon wieder verlassen. Der zu diesem Zeitpunkt 33-Jährige wechselte ins mexikanische Fußball-Oberhaus zum Club León.

### Nationalmannschaft

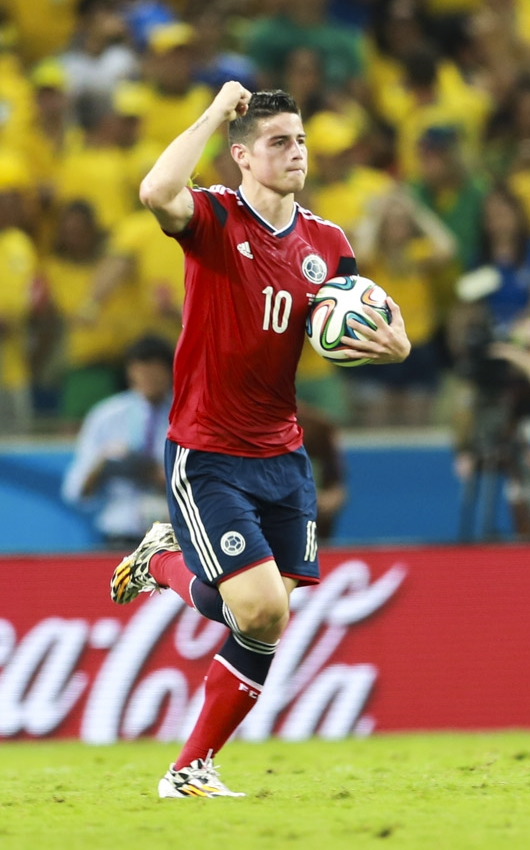
James bei der WM 2014

James spielte sowohl für die U17 als auch für die U20 des kolumbianischen Fußballverbandes. Bei der U17-Weltmeisterschaft in Südkorea traf er am 20. August 2007 erstmals auf seinen späteren Mannschaftskollegen von Real Madrid, Toni Kroos, im Spiel gegen die U17-Nationalmannschaft des DFB, das 3:3 endete.
Im Sommer 2011 nahm er an der U20-Weltmeisterschaft in seinem Heimatland teil. Dort schied er mit der Mannschaft im Viertelfinale aus und erzielte in fünf Spielen drei Tore.
Am 11. Oktober 2011 kam er zu seinem Debüt in der kolumbianischen Nationalmannschaft, als er im Auswärtsspiel gegen Bolivien (2:1) für die WM-Qualifikation 2014 in der Startelf stand und durchspielte.
In den Vorrundenspielen Kolumbiens bei der WM 2014 in Brasilien gegen Griechenland (3:0), die Elfenbeinküste (2:1) und Japan (4:1) erzielte er je einen Treffer und wurde zweimal zum Man of the Match gekürt. Im Achtelfinalspiel gegen Uruguay (2:0) schoss James beide Tore und verhalf seiner Mannschaft damit zum Einzug ins Viertelfinale. Durch diesen Erfolg wurde er insgesamt dreimal zum Man of the Match gewählt. Im Viertelfinale gegen Brasilien gelang ihm der Anschlusstreffer per Elfmeter zum 1:2-Endstand. James wurde mit sechs Treffern Torschützenkönig der WM 2014. Sein Volleyschuss nach Annahme mit der Brust zum 1:0 gegen Uruguay wurde in einer Umfrage auf der FIFA-Website zum schönsten Tor der WM gewählt.
Bei der Weltmeisterschaft 2018 in Russland gehörte er zum kolumbianischen Kader. Wegen eines Hämatoms in der linken Wade spielte er nur beim zweiten Gruppenspiel gegen Polen durch, wobei er zwei Torvorlagen gab. Im verlorenen Achtelfinale gegen England kam er wegen der Verletzung nicht zum Einsatz.
Rodríguez gab bei der Copa América 2024 sechs Torvorlagen und brach so den Rekord für die meisten Vorlagen bei einer Copa, der zuvor durch Lionel Messi (fünf, Copa América 2021) gehalten worden war. Er wurde zum Spieler des Turniers gewählt.

## Persönliches
James war ab Dezember 2010 mit der professionellen Volleyballspielerin Daniela Ospina, Schwester seines Nationalmannschaftskollegen David Ospina, verheiratet. Im Juli 2017 trennten sie sich. Sie haben eine Tochter.
Im Oktober 2018 wurde bekannt, dass er mit dem venezolanischen Model Shannon De Lima eine Beziehung eingegangen ist. Im Oktober 2019 wurde er zum zweiten Mal Vater und bekam einen Sohn.
Seit April 2019 besitzt James neben der kolumbianischen auch die spanische Staatsbürgerschaft.
Sein Name wird zwar wie der englische Vorname James geschrieben, jedoch spanisch als [ˈxames] ausgesprochen. Er selbst stellt sich dem Gegenüber explizit mit Já-Mes vor, nicht Yeims.

## Titel und Auszeichnungen
International
- Champions-League-Sieger (2): 2016, 2017 (beide Real Madrid)
- Europa-League-Sieger: 2011 (FC Porto)
- Klub-Weltmeister (2): 2014, 2016 (beide Real Madrid)
- UEFA-Super-Cup-Sieger (2): 2014, 2016 (Real Madrid)

Kolumbien
- Zweitligameister und Aufstieg in die Categoría Primera A: 2007 (Envigado FC)

Argentinien
- Meister: Apertura 2009 (CA Banfield)

Portugal
(FC Porto)
- Meister (3): 2011, 2012, 2013
- Pokalsieger: 2011
- Supercupsieger (3): 2010, 2011, 2012

Spanien
(Real Madrid)
- Meister (2): 2017, 2020
- Supercupsieger: 2020

Deutschland
(FC Bayern München)
- Meister (2): 2018, 2019
- Pokalsieger: 2019

Brasilien
- Pokalsieger: 2023 (FC São Paulo)

### Auszeichnungen
- FIFA Ballon d’Or: 8. Platz 2014
- Europas Fußballer des Jahres: 7. Platz 2014
- UEFA Team of the Year: 2015
- Goldener Schuh bei der WM 2014
- FIFA-Puskás-Preis: 2014
- Bester Mittelfeldspieler der spanischen Liga: 2015
- Kicker-Mittelfeldspieler des Jahres: 2018
- Man of the Match in den Spielen gegen Griechenland, Elfenbeinküste und Uruguay bei der WM 2014
- Mitglied der VDV 11: 2017/18
- Copa América 2019: Mannschaft des Turniers[41]
- Copa América 2024: Spieler des Turniers